# Ucraina ai Giochi olimpici
L'Ucraina ha partecipato ad ogni edizione dei Giochi olimpici (sia estivi che invernali) dal 1994. I suoi atleti hanno vinto in totale 148 medaglie, 139 delle quali nelle edizioni estive.
Il Comitato Olimpico Nazionale Ucraino è stato fondato nel 1990 e riconosciuto dal CIO nel 1993.

## Medagliere storico

### Giochi estivi
| Giochi              | Oro | Argento | Bronzo | Totale |
| ------------------- | --- | ------- | ------ | ------ |
| Atlanta 1996        | 9   | 2       | 12     | 23     |
| Sydney 2000         | 3   | 10      | 10     | 23     |
| Atene 2004          | 8   | 5       | 9      | 22     |
| Pechino 2008        | 7   | 4       | 11     | 22     |
| Londra 2012         | 6   | 4       | 10     | 20     |
| Rio de Janeiro 2016 | 2   | 5       | 4      | 11     |
| Tokyo 2020          | 1   | 6       | 12     | 19     |
| Totale              | 35  | 36      | 68     | 139    |

### Giochi invernali
| Giochi              | Oro | Argento | Bronzo | Totale |
| ------------------- | --- | ------- | ------ | ------ |
| Lillehammer 1994    | 1   | 0       | 1      | 2      |
| Nagano 1998         | 0   | 1       | 0      | 1      |
| Salt Lake City 2002 | 0   | 0       | 0      | 0      |
| Torino 2006         | 0   | 0       | 2      | 2      |
| Vancouver 2010      | 0   | 0       | 0      | 0      |
| Sochi 2014          | 1   | 0       | 1      | 2      |
| 2018 Pyeongchang    | 1   | 0       | 0      | 1      |
| 2022 Pechino        | 0   | 1       | 0      | 1      |
| Totale              | 3   | 2       | 4      | 9      |

## Medagliere per sport

### Sport estivi
| Sport              | Oro | Argento | Bronzo | Totale |
| ------------------ | --- | ------- | ------ | ------ |
| Ginnastica         | 6   | 3       | 7      | 16     |
| Pugilato           | 4   | 3       | 7      | 14     |
| Nuoto              | 4   | 2       | 1      | 7      |
| Tiro               | 4   | 1       | 2      | 7      |
| Lotta              | 3   | 5       | 6      | 14     |
| Atletica leggera   | 3   | 3       | 12     | 18     |
| Sollevamento pesi  | 3   | 2       | 3      | 8      |
| Canoa/kayak        | 2   | 2       | 2      | 6      |
| Scherma            | 2   | 0       | 2      | 4      |
| Vela               | 1   | 2       | 2      | 5      |
| Tiro con l'arco    | 1   | 1       | 2      | 4      |
| Canottaggio        | 1   | 1       | 1      | 3      |
| Ciclismo           | 0   | 1       | 2      | 3      |
| Judo               | 0   | 1       | 2      | 3      |
| Tuffi              | 0   | 0       | 2      | 2      |
| Pallamano          | 0   | 0       | 1      | 1      |
| Pentathlon moderno | 0   | 0       | 1      | 1      |

### Sport invernali
| Sport                 | Oro | Argento | Bronzo | Totale |
| --------------------- | --- | ------- | ------ | ------ |
| Biathlon              | 1   | 1       | 3      | 5      |
| Pattinaggio artistico | 1   | 0       | 1      | 2      |
| Freestyle             | 1   | 1       | 0      | 2      |
| Totale                | 3   | 2       | 4      | 9      |